# Trachyneta
Trachyneta là một chi nhện trong họ Linyphiidae.